# 이시드로 살라
이시드로 살라 푸이그데발(스페인어: Isidro Sala Puigdevall, 1940년 9월 29일, 카탈루냐 주 빌라말랴 ~)은 스페인의 전직 축구 선수이다. 그는 1968년 하계 올림픽에 스페인 선수단 일원으로 참가했다.